# I ribelli di Treason
I ribelli di Treason, (Treason, 1988) è un romanzo di fantascienza di Orson Scott Card, completa rivisitazione di un precedente romanzo pubblicato nel 1979 con il titolo di A Planet Called Treason.

## Trama
L'ambientazione del romanzo è un pianeta quasi totalmente privo di metalli, nel quale la Repubblica (le cui navi viaggiano nello spazio interstellare) ha bandito gli antenati anti-democratici degli attuali abitanti. Nel corso di tremila anni, i discendenti di ognuna delle Famiglie bandite, per lo più formate da scienziati, hanno formato nazioni che entrano in guerra o si alleano l'una con le altre per acquisire un vantaggio sui rivali. Poiché Treason (il nome del pianeta, che in inglese significa "tradimento") è privo di metalli, le nazioni possono ottenerlo solo attraverso dispositivi di teletrasporto, chiamati Ambasciatori, che sono stati lasciati ad ogni Famiglia dalla Repubblica. Gli Ambasciatori consegnano il prezioso metallo solo quando una Famiglia riesce a trovare un'adeguata merce di scambio, il che avviene molto raramente. Le Famiglie sono condannate a rimanere sul pianeta fino a quando non saranno in grado di produrre un'astronave in grado di lasciare Treason.
Il protagonista del romanzo è Lanik Mueller, erede del Regno dei Mueller. La sua Famiglia, tramite generazioni di eugenetica e di ingegneria genetica, ha la capacità di rigenerare il proprio corpo con estrema velocità, addirittura facendo ricrescere naturalmente interi organi o membra. Ciò che i Muller scambiano con gli Ambasciatori in cambio di ferro sono organi del corpo umano, che sono ottenuti in veri e propri allevamenti dai "rigeneranti radicali" (detti "rad"). Si tratta di persone il cui corpo, per un'anomalia genetica, non è in grado di distinguere quando è sano o malato e fa quindi crescere numerosi arti e organi aggiuntivi, compresi perfino gli organi del sesso opposto.
Dopo aver scoperto che Lanik è un "rad", il Re suo padre lo allontana dal Regno (salvandolo dagli allevamenti), incaricandolo di scoprire come gli Nkumai, una nazione rivale, stiano ottenendo una notevole quantità di ferro dai loro Ambasciatori. Lanik, a causa della sua anomalia, ha acquisito delle forme femminili, e con tale sotterfugio si presenta come ambasciatore inviato dalla nazione Bird, che è governata da un matriarcato.
Questa missione è solo l'inizio dell'avventura di Lanik, che visitando diverse nazioni scopre i loro segreti straordinari, e acquisendo nuove abilità arriva ad assumere decisioni tali da determinare il destino del suo pianeta.

## Personaggi principali
- Lanik Mueller - protagonista, erede al trono di Mueller
- Arwin Mueller - padre di Lanik, Re di Mueller
- Dinte Mueller - fratello di Lanik (si scoprirà in seguito essere un impostore)
- Ruva (Mueller) - (seconda) moglie di Arwin
- Saranna (Mueller) - fidanzata di Lanik
- Mwabao Mawa (Nkumai) - governatrice occulta degli Nkumai
- Helmut (Schwartz) - amico di Lanik
- Glain (Britton) - un pastore con cui Lanik vive per un anno
- Vran (Britton) - moglie di Glain
- Lord Barton (Britton) - un Signore di Britton

## Regioni del pianeta
Lanik viaggia in molte regioni del pianeta Treason, scoprendo che in ognuna risiedono persone con differenti poteri e capacità. Prima passa attraverso Ku Kuei mentre va verso Nkumai, e in un viaggio successivo scoprirà che gli abitanti possono controllare il flusso del tempo in una "bolla" che possono estendere oltre sé stessi. Nella terra di Schwartz scopre che gli abitanti possono parlare con il pianeta, convincerlo a fare ciò che desiderano e assumere direttamente l'energia dal sole. Lanik userà queste capacità e la sua naturale dote rigenerativa per sconfiggere gli uomini di Anderson, il cui potere è quello di ingannare la percezione delle menti altrui.
Le regioni di Treason prendono il nome degli uomini che vi furono banditi e che hanno formato una Famiglia. Solo di alcuni si conosce la specializzazione, che è stata mantenuta dai discendenti.
Le regioni sono (in ordine alfabetico): Allison (teologia), Anderson (capo della ribellione), Arvea, Bird (sociologia), Boccini, Brian, Britton (storia), Cramer, Da Silva, Cummings, Dark, Drew (interpretazione dei sogni), Duan, Dyal, Epson, Garvin, Gill, Goldstein, Grant, Hanks (psicologia), Helper, Hess, Holt, Hooker, Hunter, Huntington, Israel, Jones, Ku Kuei, Lardner, Leishman, Ling, Mancowicz, Martin, McRae, Moatfort, Mueller (genetica), Nkumai (fisica teorica), Olaen, Phillips, Porter, Robles, Rogers, Ryan, Schmidt, Schwartz (geologia), Sill, Singer, Stanley, Stradling, Tan'ani, Tellerman (recitazione), The League, Underwood (botanica), Van Horn, Wankier, Williams, Wizer, Wong, Wood e Wynn.